# Sullivan (krater)
Sullivan är en nedslagskrater på planeten Merkurius, med en diameter på ungefär 153 kilometer.
Den är uppkallad efter den amerikanska arkitekten Louis Sullivan.